# ليلى والأخريات
ليلى والأخريات أو ليلى والآخرون (بالفرنسية: Leïla et les Autres) هو فيلم جزائري باللغتين الفرنسية والعربية، من إخراج سيد علي مزيف [الإنجليزية]، صدر في 1977.

## عن
عند عرض فيلم «'ليلى والآخرون» في دور السينما الجزائرية، أصبح فيلم كالت، حيث تناول بطريقة صريحة مع شيء من الفكاهة وضع المرأة في الجزائر وموضوعات أخرى.
الفيلم قدمه الديوان القومي للتجارة والصناعة السينماطوغرافية والإذاعة والتلفزيون الجزائري. قام بالأداء كلا من: نادية سمير وشافية بوذراع وعايدة وبُوفاسي عبد القادر والمغنيتان الجزائريتان جميلة وبيونة.

## روابط خارجية
- الفيلم على الأرشيف الرقمي للسينما الجزائرية
- الفيلم على ديلي موشن
- الفيلم على قاعدة بيانات الأفلام على الإنترنت